# Sergio Corbucci
Sergio Corbucci (* 6. Dezember 1927 in Rom; † 1. Dezember 1990 ebenda) war ein italienischer Filmregisseur. Er drehte von 1951 bis 1990 mehr als 60 Filme und folgte dabei den wechselhaften Strömungen des kommerziellen italienischen Kinos.
Corbucci war neben Sergio Leone einer der prägenden Regisseure des Italowesterns. Von 1963 bis 1975 hinterließ er in diesem Genre insgesamt 13 Arbeiten, darunter die Genreklassiker Django und Leichen pflastern seinen Weg. Im Unterschied zu Leones Filmen gelten jene von Corbucci jedoch als stark schwankend hinsichtlich ihrer Qualität.

## Leben und Werk
Sergio Corbucci begann seine Filmtätigkeit 1948 als Assistent bei Aldo Vergano und Enzo Trapani. Er debütierte als Regisseur 1951 mit Salvate mia figlia und drehte zunächst überwiegend Komödien, unter anderem mit damals so populären Komikern wie Totò oder dem Duo Franco & Ciccio.
1959 arbeitete er als Second-Unit-Regisseur an Die letzten Tage von Pompeji mit, an dem auch weitere spätere Italowestern-Regisseure wie Sergio Leone, Duccio Tessari, Enzo Barboni und Franco Giraldi in unterschiedlichen Funktionen beteiligt waren. Gemeinsam träumten sie davon, in den kargen, spanischen Landschaften anstelle von Monumentalfilmen Western zu drehen. Anfang der 1960er Jahre trug Corbucci mit drei italienischen Sandalenfilmen selbst zur Erfolgswelle dieses Genres bei und entdeckte dabei sein Talent für actionbetonte Filme.
Corbuccis frühe Western waren von amerikanischen Vorbildern beeinflusst. Jedoch fanden sich bereits in Minnesota Clay (1964) Motive eines neuen Genres, des Italowesterns, dessen Beginn durch den Erfolg des fast zeitgleich produzierten Für eine Handvoll Dollar von Sergio Leone eingeläutet wurde. Leone und Corbucci sollten zu den prägenden Regisseuren dieses Genres werden. Mit Django (1966) gelang Corbucci einer der einflussreichsten Italowestern, der mit seiner düsteren Atmosphäre, seinem schwarzen Humor, seinen bizarren Ideen (Django schleift zu Fuß einen Sarg hinter sich her), seiner erdverbundenen Fotografie und seinen exzessiven, teilweise sadistischen Gewaltdarstellungen unzählige Nachahmer fand. Die gleichnamige Titelfigur, gespielt von Franco Nero, wurde als zynischer Antiheld einer der bekanntesten Charaktere des Italowesterns. In Deutschland wurden dann viele Italowestern unter dem Label Django vermarktet und entsprechend synchronisiert.
1968 realisierte Corbucci mit Leichen pflastern seinen Weg und Die gefürchteten Zwei zwei Filme, die zu den herausragenden Werken des Italowesterns zählen. Corbuccis inszenatorische Virtuosität, die er in Django noch nicht durchgehend gezeigt hatte, in Kombination mit seiner gesellschaftskritischen (wenn auch ambivalenten) Haltung, und seine Bereitschaft, mit Zuschauererwartungen zu spielen, brachten beiden Filmen sowohl bei Genrefans als auch bei der Filmkritik hohes Ansehen.
Mit Fahrt zur Hölle, ihr Halunken (1969) und Zwei Companeros (1970), einer Variation von Motiven aus Il mercenario, lieferte Corbucci zwei weitere, qualitativ überdurchschnittliche Western ab, die jedoch nicht mehr an die Geschlossenheit ihrer Vorgänger heranreichten und hinter den Möglichkeiten des Regisseurs zurückblieben. Indem er Ironie zunehmend durch Klamauk ersetzte und sich weniger interessiert an einer stringenten Inszenierung und durchdachten Geschichte zeigte, markierten sie schließlich den Beginn von Corbuccis kreativem Niedergang, der sich in den folgenden Jahren vollziehen sollte. Sein letzter Western, Stetson – Drei Halunken erster Klasse (1975), war der Versuch einer Parodie auf das Genre – er wurde von der Kritik, trotz hochkarätiger Besetzung, weitgehend negativ aufgenommen.
Nach dem Ende des Italowestern-Booms in den 1970er Jahren drehte er überwiegend Komödien, von denen einige, mit Bud Spencer und Terence Hill oder Adriano Celentano in den Hauptrollen, große Publikumserfolge in Italien waren, während die meisten von ihnen international kaum bekannt wurden. Klamaukfilme wie Der Supercop (1980) zeugen von der Anspruchslosigkeit Corbuccis zu jener Zeit. Seine letzte Regiearbeit war die italienische TV-Produktion Gefährliche Begegnung (1990), bevor er noch im selben Jahr verstarb.
Sergio Leone bezeichnete Corbucci als den kreativsten italienischen Regisseur und war der Auffassung, wenn dieser all seine Ideen umgesetzt hätte, wäre er zu einem der ganz Großen geworden. In seinem Westernlexikon schrieb Joe Hembus: „Dieser Regisseur ist nicht um jeden Preis ehrgeizig und weiß, dass nichts so lästig ist wie ein zu wahrender guter Ruf. Francesco Rosi sagte einmal zu ihm: ‚Schämst du dich nicht, so schlechte Filme zu machen?‘ Und Corbucci antwortete: ‚Ja, ich schäme mich, aber wenn ich zur Bank gehe, mein Geld abholen, schäme ich mich nicht mehr.‘“
Pseudonyme, unter denen Corbucci arbeitete, waren Stanley Corbett und Gordon Wilson jr. Sein jüngerer Bruder Bruno schrieb und inszenierte eine große Anzahl Komödien und anderer Stoffe.

## Filmografie (Auswahl)

### Regisseur
- 1951: Salvate mia figlia
- 1952: Insel der Sünde (La peccatrice dell'isola)
- 1954: Brutale Gewalt (Acque amare)
- 1956: Die große Sünde (Suprema confessione)
- 1961: Toto, Peppino und das süße Leben (Totò, Peppino e la dolce vita)
- 1961: Macistes größtes Abenteuer (Maciste contro il vampiro) (nur einige Szenen)
- 1961: Romulus und Remus (Romolo e Remo)
- 1963: Der Sohn des Spartakus (Il figlio di Spartacus)
- 1963: Il giorno più corto
- 1963: Keinen Cent für Ringos Kopf (Massacro al Grande Canyon) (nur einige Szenen)
- 1964: Minnesota Clay
- 1965: Der Mann mit der goldenen Klinge (L'uomo che ride)
- 1965: Ringo mit den goldenen Pistolen (Johnny Oro)
- 1966: Django
- 1966: Kopfgeld: Ein Dollar (Navajo Joe)
- 1966: Die Grausamen (I crudeli)
- 1967: Fluchtpunkt Akropolis (Bersaglio mobile)
- 1968: Leichen pflastern seinen Weg (Il grande silenzio)
- 1968: Die gefürchteten Zwei (Il mercenario)
- 1969: Fahrt zur Hölle, ihr Halunken (Gli specialisti)
- 1970: Laßt uns töten, Companeros (Vamos a matar, compañeros)
- 1971: Großer, laß die Fetzen fliegen (Er più - Storia d'amore e di coltello)
- 1972: Die rote Sonne der Rache (La banda J.S. - Cronaca criminale del Far West)
- 1972: Bete, Amigo! (Che c'entriamo noi con la rivoluzione?)
- 1974: Die cleveren Zwei (Il bestione)
- 1975: Stetson – Drei Halunken erster Klasse (Il bianco, il giallo, il nero)
- 1976: Bluff (Bluff storia di truffe e di imbroglioni)
- 1976: Robinson jr. (Il Signor Robinson, mostruosa storia d'amore e d'avventure)
- 1978: Zwei sind nicht zu bremsen (Pari e dispari)
- 1979: Leichen muß man feiern, wie sie fallen (Giallo napoletano)
- 1980: Der Supercop (Poliziotto superpiù)
- 1980: Leinen los – wir saufen ab (Mi faccio la barca)
- 1981: Zwei Asse trumpfen auf (Chi trova un amico, trova un tesoro)
- 1982: Der Graf, der alles kann (Il conte Tacchia)
- 1983: Sing Sing
- 1984: Wie du mir, so ich dir (A tu per tu)
- 1988: Bandellis Alibi (I giorni del commissario Ambrosio)
- 1990: Gefährliche Begegnung (Donne armate)

### Drehbuchautor
- 1961: Macistes größtes Abenteuer (Maciste contro il vampiro)
- 1964: Danza macabra